# 横手町 (横手市)
横手町（よこてまち）は、秋田県横手市の大字。郵便番号は013-0061。人口は1,144人、世帯数は479世帯（2020年10月1日現在）。住居表示は全域で未実施。かつては旧横手市内の中心部を広く含んでいたが、住居表示の実施や換地処分により、2025年現在はそのいずれも未実施の残余のみ残る。

## 地理
横手地域の北部に位置し、東境をJR奥羽本線が南北に縦貫し、西で赤坂・三本柳、南で前郷、北で卸町・八幡と隣接する。国道13号（横手バイパス）と秋田県道29号横手大森大内線が通っており、中心部で交わる。1966年（昭和41年）のバイパス開通により急速に発展した地域で、沿線にはロードサイド店舗が軒を連ねる。東部の上真山（かみしんざん）地区では水田地帯の宅地化が進行している。
全域が都市計画区域に含まれるが、区域区分非設定区域となっている。都市計画法上の用途地域では字上真山・字下真山付近が第二種低層住居専用地域に、字大関越付近が準工業地域に、字五ノ口付近（ハッピーモール付近）が第二種住居地域に指定されている。

### 小字
2024年（令和6年）10月5日時点での「横手市（秋田地方法務局大曲支局）登記所備付地図データ」、デジタル庁公表の「アドレス・ベース・レジストリ」の「秋田県 横手市 町字マスター（フルセット） データセット」、横手市公表のオープンデータによれば、横手町の小字は以下の通りである。
| 町・字 | 町・字     | 出典 | 出典         | 出典       |
| 大字   | 小字       | 登記 | 町字マスター | 行政区一覧 |
| ------ | ---------- | ---- | ------------ | ---------- |
| 横手町 | 字一ノ口   | ×    | ○            | ○          |
| 横手町 | 字下真山   | ○    | ○            | ○          |
| 横手町 | 字下飛瀬   | ○    | ○            | ○          |
| 横手町 | 字五ノ口   | ○    | ○            | ○          |
| 横手町 | 字三ノ口   | ○    | ○            | ○          |
| 横手町 | 字四ノ口   | ○    | ○            | ○          |
| 横手町 | 字上真山   | ○    | ○            | ○          |
| 横手町 | 字大関越   | ○    | ○            | ○          |
| 横手町 | 字二ノ口   | ○    | ○            | ○          |
| 横手町 | 字梅ノ木後 | ○    | ○            | ○          |
| 横手町 | 字八ノ口   | ○    | ○            | ○          |
| 横手町 | 字平城     | ×    | ○            | ○          |
| 横手町 | 字六ノ口   | ○    | ○            | ○          |
| 横手町 | 字大樋     | ○    | ○            | ○          |

## 歴史
町名として横手町が発足したのは1874年（明治7年）のことで、柳町・馬口労町・大水戸町・田中町の合併で発足した。1889年（明治22年）には町村制の施行により横手町（横手横手町）を含む横手31町と横手前郷村が合併して平鹿郡横手町が発足し、平鹿郡横手町大字横手町となった。平鹿郡横手町は1951年（昭和26年）に市制施行して横手市となり、横手市横手町となった。
1966年（昭和41年）に横手市内で住居表示が実施され、横手町の一部が朝倉町・平城町・大水戸町・中央町・田中町・寿町・駅前町・前郷一番町として新たに発足し、住居表示されずに残った地域が現在も横手市横手町として存続している。さらに、1976年（昭和51年）には八幡地区土地区画整理事業に伴い、一部が卸町となっている。2009年（平成21年）には、駅西地区土地区画整理事業に伴い、一部が条里二丁目・条里三丁目に、2020年（令和2年）には、三枚橋地区土地区画整理事業に伴い、一部が三枚橋二丁目・駅西一丁目となっている。

### 町名の変遷
| 実施後       | 実施前（特記なければ各町・字ともその一部） | 実施前（特記なければ各町・字ともその一部） | 実施年月日                |
| 町丁         | 大字                                       | 小字                                       | 実施年月日                |
| ------------ | ------------------------------------------ | ------------------------------------------ | ------------------------- |
| 朝倉町       | 横手町                                     | 字下真山                                   | 1965年（昭和40年）4月1日  |
| 平城町       | 横手町                                     | 字平城                                     | 1965年（昭和40年）4月1日  |
| 平城町       | 横手町                                     | 字上真山                                   | 1965年（昭和40年）4月1日  |
| 平城町       | 横手町                                     | 字梅ノ木後                                 | 1965年（昭和40年）4月1日  |
| 平城町       | 横手町                                     | 字下真山                                   | 1965年（昭和40年）4月1日  |
| 大水戸町     | 横手町                                     | 字平城                                     | 1965年（昭和40年）4月1日  |
| 大水戸町     | 横手町                                     | 字大水戸（全域）                           | 1965年（昭和40年）4月1日  |
| 中央町       | 横手町                                     | 字柳町                                     | 1965年（昭和40年）4月1日  |
| 中央町       | 横手町                                     | 字寺町                                     | 1965年（昭和40年）4月1日  |
| 中央町       | 横手町                                     | 字馬口労町                                 | 1965年（昭和40年）4月1日  |
| 田中町       | 横手町                                     | 字上飛瀬                                   | 1965年（昭和40年）4月1日  |
| 田中町       | 横手町                                     | 字田中町                                   | 1965年（昭和40年）4月1日  |
| 寿町         | 横手町                                     | 字上飛瀬                                   | 1965年（昭和40年）4月1日  |
| 寿町         | 横手町                                     | 字下飛瀬                                   | 1965年（昭和40年）4月1日  |
| 駅前町       | 横手町                                     | 字下飛瀬                                   | 1965年（昭和40年）4月1日  |
| 前郷一番町   | 横手町                                     | 字上飛瀬                                   | 1965年（昭和40年）4月1日  |
| 前郷一番町   | 横手町                                     | 字下飛瀬                                   | 1965年（昭和40年）4月1日  |
| 卸町         | 横手町                                     | 字大関越                                   | 1976年（昭和51年）4月1日  |
| 条里二丁目   | 横手町                                     | 字一ノ口                                   | 2009年（平成21年）2月23日 |
| 条里二丁目   | 横手町                                     | 字四ノ口                                   | 2009年（平成21年）2月23日 |
| 条里二丁目   | 横手町                                     | 字下飛瀬                                   | 2009年（平成21年）2月23日 |
| 条里三丁目   | 横手町                                     | 字一ノ口                                   | 2009年（平成21年）2月23日 |
| 条里三丁目   | 横手町                                     | 字二ノ口                                   | 2009年（平成21年）2月23日 |
| 三枚橋二丁目 | 横手町                                     | 字下飛瀬                                   | 2020年（令和2年）8月24日  |
| 駅西一丁目   | 横手町                                     | 字下飛瀬                                   | 2020年（令和2年）8月24日  |

## 世帯数と人口
2020年（令和2年）10月1日現在の世帯数と人口は以下の通りである。
| 丁目   | 世帯数  | 人口   |
| ------ | ------- | ------ |
| 横手町 | 479世帯 | 1144人 |

### 人口・世帯数の推移
以下は国勢調査による1995年（平成7年）以降の人口の推移。
| 年                 | 人口  |
| ------------------ | ----- |
| 1995年（平成7年）  | 1,893 |
| 2000年（平成12年） | 1,948 |
| 2005年（平成17年） | 1,375 |
| 2010年（平成22年） | 1,140 |
| 2015年（平成27年） | 1,153 |
| 2020年（令和2年）  | 1,144 |

以下は国勢調査による1995年（平成7年）以降の世帯数の推移。
| 年                 | 世帯数 |
| ------------------ | ------ |
| 1995年（平成7年）  | 749    |
| 2000年（平成12年） | 801    |
| 2005年（平成17年） | 550    |
| 2010年（平成22年） | 493    |
| 2015年（平成27年） | 478    |
| 2020年（令和2年）  | 479    |

## 小・中学校の学区
市立小・中学校に通う場合、学区（校区）は以下の通りとなる。
| 小字                                                   | 小学校               | 中学校               |
| ------------------------------------------------------ | -------------------- | -------------------- |
| 四ノ口・五ノ口・八ノ口                                 | 横手市立横手北小学校 | 横手市立横手北中学校 |
| 下真山・大樋・上真山（上真山は国道13号より東側の地域） | 横手市立朝倉小学校   | 横手市立横手北中学校 |

## 交通

### 鉄道
町内に駅はない。最寄り駅は■奥羽本線、■北上線の横手駅。

### 道路
- 国道13号（横手バイパス）
- 秋田県道29号横手大森大内線
- 秋田県道31号横手停車場線

## 施設
- 秋田日産自動車 横手店（字上真山144番地）[21]
- シャトレーゼ 横手店（字上真山156番地1）[22]
- エニタイムフィットネス 横手町店（字上真山157番地）[23]
- ニトリ 横手店（字上真山160番地）[24]
- Honda Cars 秋田南 横手町店（字上真山116番地1）[25]
- ネッツトヨタ秋田 横手店（字下真山14番地）[26]
- ビフレ 横手店（字大関越125番地）[27]
- 佐川急便 横手営業所（字大関越153番地）[28]
- バザール 横手店（字四ノ口18番地1）[29]
- ハッピーモール
  - ヤマザワ よねやハッピーモール店（字五ノ口36番地1）[30]
  - しまむら 横手店（字五ノ口35番地1）[31]
  - ホームセンターハッピー 横手店（字五ノ口86番地1）[32]
  - ペットワールドアミーゴ 横手店（字五ノ口56番地）[33]
  - まるまつ 横手中央店（字五ノ口33番地1）[34]